# Piet ten Thije
Pieter Antonie (Piet) ten Thije (Leeuwarden, 18 april 1934 – Scheveningen, 16 mei 2015) was een Nederlands zwemmer.
Ten Thije was lid van de Leeuwarder Zwemclub Overdekte. Hij werd in 1951 en 1953 Nederlands kampioen op de 1500 meter vrije slag en was Nederlands recordhouder op dit nummer van september 1953 tot juli 1956. Het record op de 500 meter vrije slag stond van 1947 tot 1954 op zijn naam. Tevens was hij in 1952 en 1953 Nederlands kampioen op de 400 meter vrije slag. Na zijn zwemcarrière zette hij zich in voor het masterszwemmen. Ten Thije was sinds 1961 gehuwd met zwemster Koosje van Voorn.